# Zaide
Zaide (K 344) è un singspiel incompiuto in due atti di Wolfgang Amadeus Mozart su libretto di Johann Andreas Schachtner, compositore della corte di Salisburgo, probabilmente ispirato alla Zaira di Voltaire.
La première postuma fu data a Francoforte sul Meno il 27 gennaio 1866, in un adattamento comprendente un'ouverture e un finale del compositore ed editore Johann Anton André.
Nel 1903 avviene la prima a Karlsruhe e nel 1930 al Grand Théâtre de Monte Carlo.
Nel Regno Unito la première è stata nel 1953 nel East End di Londra, a Lenox (Massachusetts) nel 1955, nel Convento di Santa Croce (Batignano) nel 1981, nel Palazzo Grassi di Venezia nel 1982 per il Teatro La Fenice, nel 1986 a Montpellier come Zaïde, nel 1987 nel Teatro dei Rassicurati di Montecarlo (Italia), nel 1995 nel Teatro della Pergola di Firenze ed a Edimburgo nel 1996.

## Genesi
Dopo pochi mesi dal tentativo di musicare Semiramide e dalla ripresa del dramma eroico Thamos, König in Ägypten, Mozart decise di affrontare un'opera dedicata alla compagnia teatrale Böhm, il cui libretto gli era stato proposto dall'amico di famiglia J. Andreas Schachtner.
Mozart però si dedicò con molta lentezza a questo libretto: in quegli stessi mesi doveva cominciare la nuova opera, commissionatagli dal principe elettore di Monaco, Idomeneo che mise in secondo piano tutti gli altri lavori. Mozart si occupò nuovamente di quest'opera a Monaco e poi a Vienna, ma nel 1783 decise di abbandonare il progetto anche se a malincuore poiché lo considerava ottimo. Solo nel 1799 la moglie Costanze decise di consegnare lo spartito all'editore André che diede il titolo all'opera.

## Trama dell'opera
La storia si concentra sull'amore di due giovani: Zaide, fanciulla rinchiusa nel serraglio del sultano Soliman, e Gomatz, cristiano caduto in mano dei turchi. I due, grazie all'aiuto di Allazim, un servo del sultano, riescono a fuggire; vengono però traditi, catturati e portati al cospetto del sultano, che non intende concedere loro la grazia. Qui la vicenda si interrompe.

## Organico orchestrale
La partitura di Mozart prevede l'utilizzo di:
- 2 flauti, 2 oboi, 2 fagotti,
- 2 corni, 2 trombe
- timpani
- archi

## Struttura musicale
- N. 1 Coro Brüder, laßt uns lustig sein (4 schiavi)
- N. 2 Melologo (Gomatz)
- N. 3 Aria Ruhe sanft, mein holdes Leben (Zaide)
- N. 4 Aria Rase, Schiksal, wüte immer (Gomatz)
- N. 5 Duetto Meine Seele hüpft vor Freuden (Zaide, Gomatz)
- N. 6 Aria Herr und Freund, wie dank' ich dir (Gomatz)
- N. 7 Aria Nur mutig, mein Herze, versuche dein Gluck (Allazim)
- N. 8 Terzetto O selige Wonne (Zaide, Gomatz, Allazim)
- N. 9 Melologo ed Aria Der stolze Löw' läßt sich zwar zähmen (Soliman)
- N. 10 Aria Wer hungrig bei der Tafel sitzt (Osmin)
- N. 11 Aria Ich bin so bös' als gut (Soliman)
- N. 12 Aria Trostlos schluchzet Philomele (Zaide)
- N. 13 Aria Tiger! wetze nur die Klauen (Zaide)
- N. 14 Marcia Ihr Mächtigen seht ungerührt (Allazim)
- N. 15 Quartetto Freundin, stille deine Tränen (Zaide, Gomatz, Soliman, Allazim)

## Discografia
- 1952 - René Leibowitz (direttore), coro e orchestra della Filarmonica di Parigi - Mattiwilda Dobbs (Zaide), N.N (Gomatz), Bernard Démigny (Allazim), Joseph Peyron (Soliman)
- 1956 - Alfons Rischner, orchestra della SWR di Stoccarda - Maria Stader, Fritz Wunderlich, Petre Muntenau, N.N.
- 1973 - Bernhard Klee, Staatskapelle di Berlino - Edith Mathis, Peter Schreier, Ingvar Wixell, Werner Hollweg - Philips
- 1982 - Leopold Hager, Orchestra del Mozarteum di Salisburgo - Werner Hollweg, Judith Blegen, Wolfgang Schöne, Thomas Moser. Orfeo
- 1998 - Paul Goodwin, The Academy of Ancient Music - Lynne Dawson (Zaide), Hans Peter Blochwitz (Gomatz), Olaf Bär (Allazim), Herbert Lippert (Solliman), Christopher Purves (Osmin).
- 2001 - Ton Koopman (direttore), Radio Kamerorkest, Sandrine Piau (Zaide), Max Ciolek (Gomatz), Klaus Mertens (Allazim), Paul Agnew (Soliman), Klaus Mertens (Osmin), Gregor Frenkel Frank (Narrator)
- 2006 - Nikolaus Harnoncourt (direttore), Concentus Musicus Wien, Diana Damrau (Zaide), Michael Schade (Gomatz), Rudolf Schasching (Soliman), Florian Boesch (Allazim), Anton Scharinger (Osmin), Tobias Moretti (narrator)